# Autóctono (álbum)
Autóctono es el primer álbum de estudio de la banda española de folk metal y folk rock castellano Ars Amandi. 
Producida por Manolo Arias (Barón Rojo, Muro, Sínkope), este disco les hizo ser elegidos como "Banda Revelación" del año 2003, y les permitió realizar una gira como teloneros de Mägo de Oz.

## Listado de temas
1. Camino Sin Fin
2. Tu Ley
3. La Suerte Está Echada
4. Ven Hacia Mí
5. ¿A Qué Esperáis?
6. Testigo Mudo
7. Ars Amandi
8. Lluvia Ácida
9. Su Fiesta
10. Desierto
11. Abre la Puerta Niña (homenaje a Triana)

## Intérpretes
- Dani Aller - Voz, dulzaina, pito castellano
- Paco Moreno - Guitarra
- Alberto del Río - Bajo
- El Pelusa - Batería

- Datos: Q5712979